# 로데이노예폴레
로데이노예폴레(러시아어: Лоде́йное По́ле)는 러시아 레닌그라드주 남서부에 위치한 도시로 인구는 20,674명(2010년 기준)이다. 상트페테르부르크(레닌그라드 주의 주도)에서 북동쪽으로 244km 정도 떨어진 곳에 위치하며 스비리강 좌안과 접한다. 도시 이름은 러시아어로 "보트의 들판"을 뜻한다. 1702년 조선소가 들어서면서 신설되었으며 1785년 도시 지위를 부여받았다.

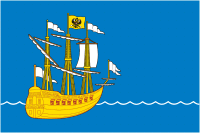
시기
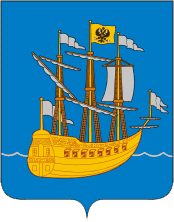
시 문장